# Kiliaen van Rensselaer

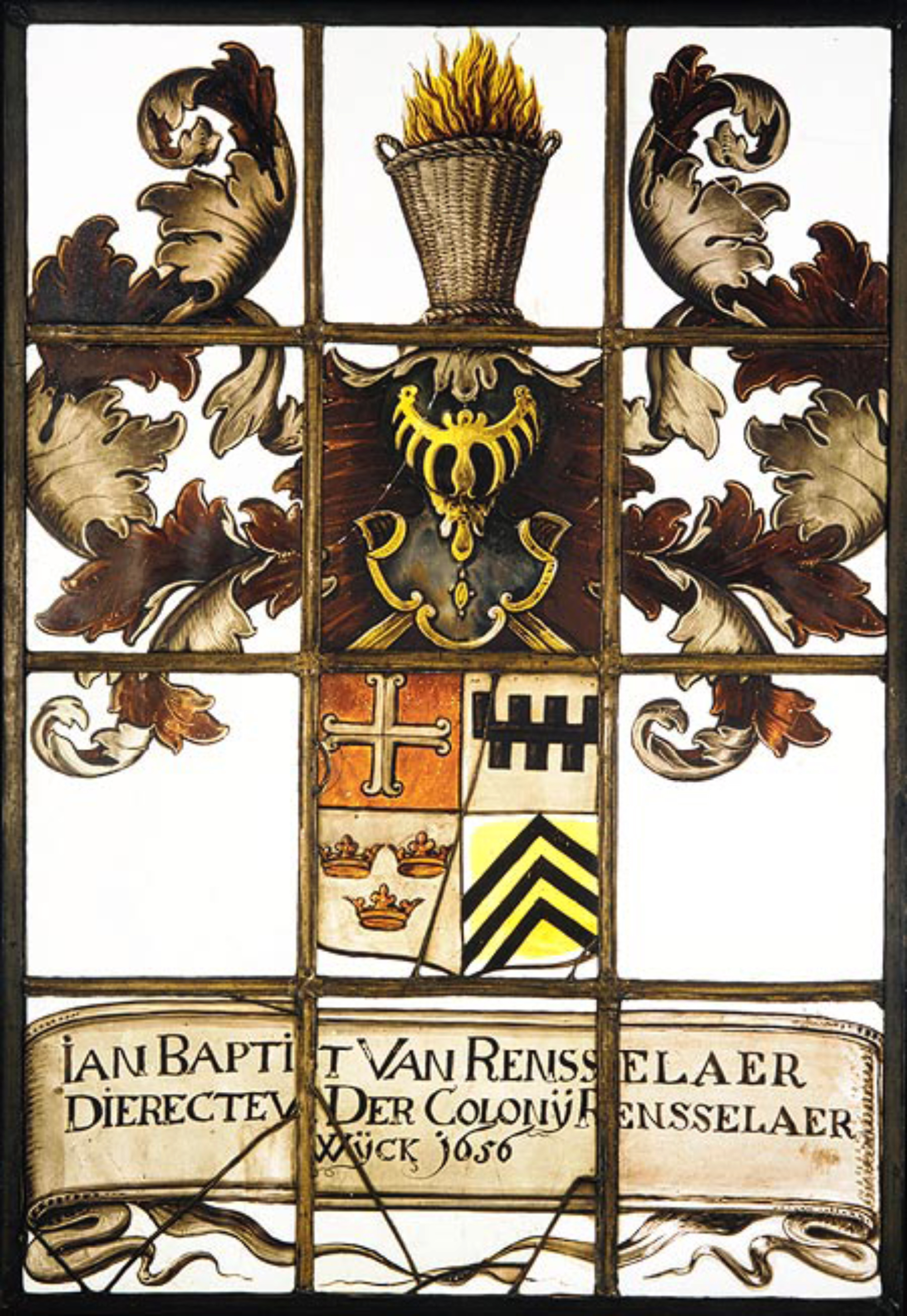
Familiewapen van Jan Baptist van Rensselaer

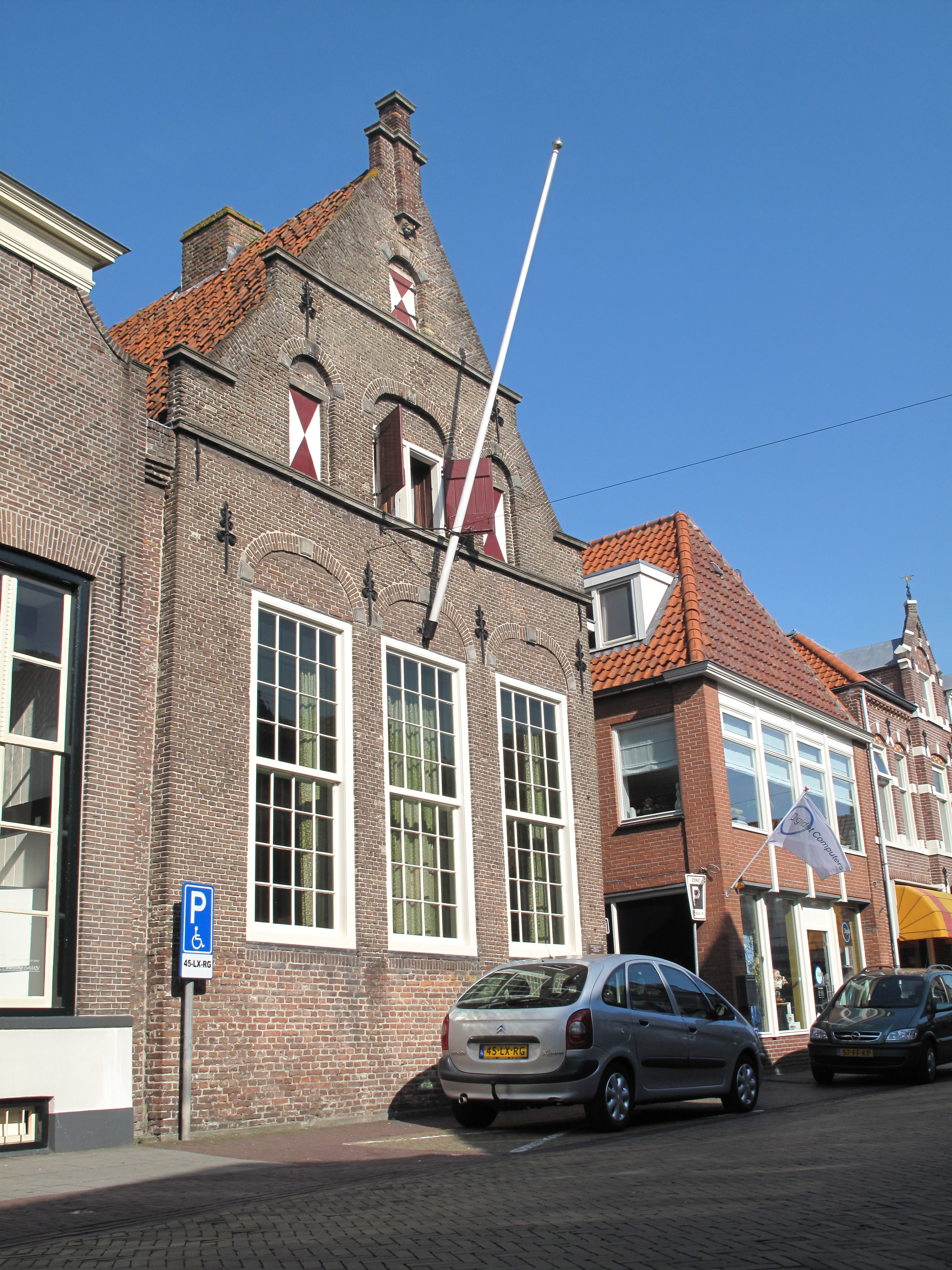
Hasselt, geboortehuis van Kiliaen van Rensselaer

Kiliaen van Rensselaer of van Renselaer (Hasselt (Overijssel), 1586 – begraven: Oude Kerk (Amsterdam), 7 oktober 1643) was een Nederlandse juwelier en diamanthandelaar, die als bewindhebber van de WIC, en als patroon van Rensselaerswijck in Nieuw-Nederland grote invloed heeft gehad op de Amerikaanse koloniale geschiedenis. Eerst zijn zonen Jean Baptist en Jeremias hebben daar voet aan wal gezet. Alle leden van de prominente New Yorkse familie Van Rensselaer zijn directe afstammelingen van Kiliaen van Rensselaer.
In de Grote Kerk te Nijkerk bevindt zich een grafzerk van de familie Van Rensselaer.

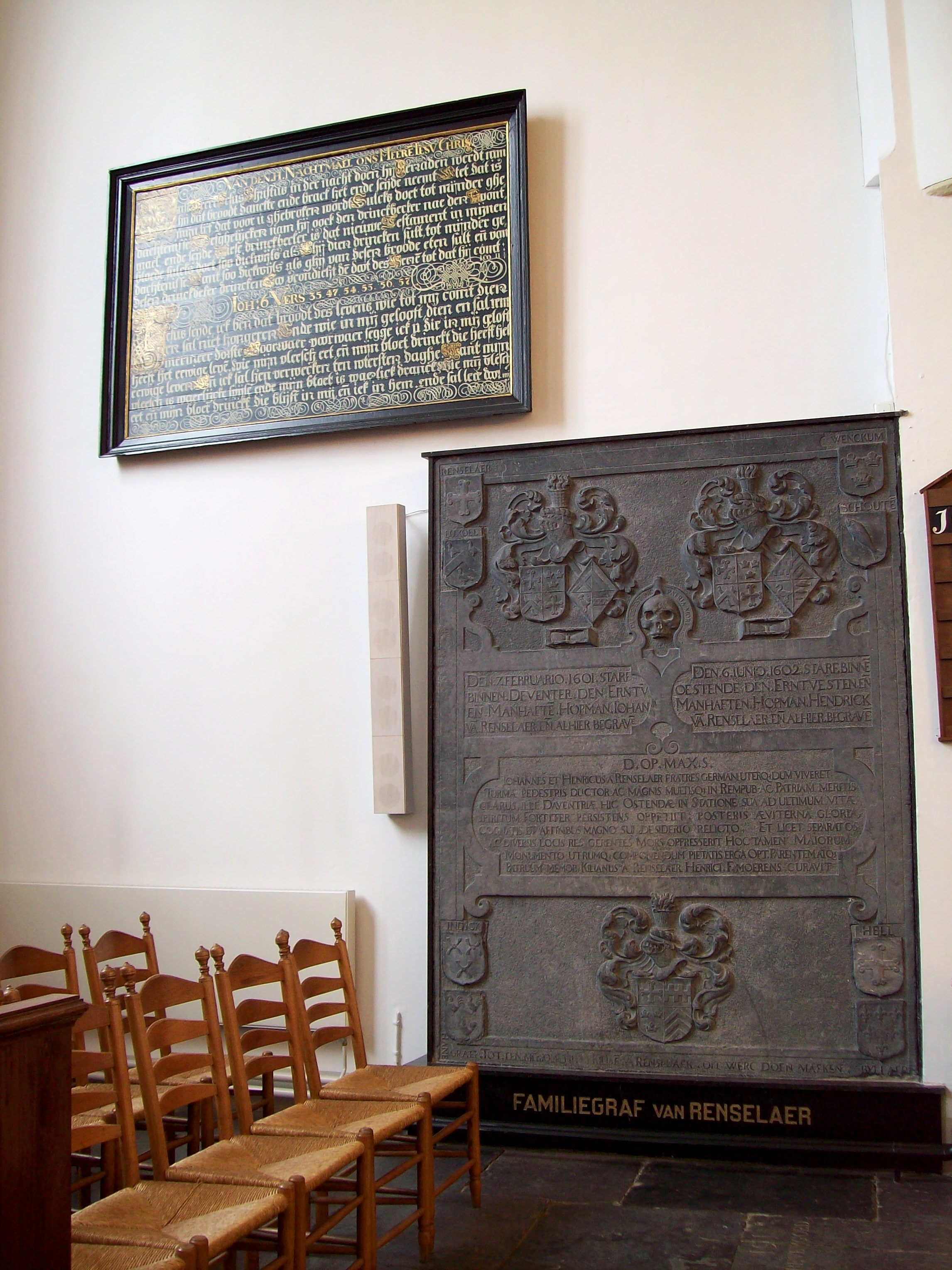
Familiegraf Van Rens(s)elaer in de Grote- of Sint Catherinakerk te Nijkerk. De grafzerk is in 1938 tegen de oostmuur van de noordbeuk geplaatst. De grafkelder zelf bevindt zich onder het trapportaal aan de zuidwestzijde van de kerk

## Biografie
Van Rensselaer werd geboren in de Overijsselse vestingstad Hasselt, toen zijn vader Hendrick van Rensselaer, een hopman (kapitein) in het Staatse leger, daar gelegerd was. In 1586 werd zijn vader poorter en enige jaren later schepen in die stad. Voor 1600 was Kiliaen in opleiding in Amsterdam bij een familielid, Wolfert van Bijler, een juwelier in de Nes of de Warmoesstraat. In 1608 beschreef hij zijn reis naar Praag. In 1614 werd hij aangenomen door Jacques l'Hermite en Jan van Wely als compagnon. Van Wely werd in 1616 in Den Haag vermoord toen hij juwelen wilde afleveren bij stadhouder Maurits. In 1616 trouwde Van Rensselaer in Utrecht in de Geertekerk. Hij liet een aantal huizen bouwen in Amsterdam. Hij bewoonde "In't gekruiste Hart" om en nabij Keizersgracht 285, tussen de Wolven- en de Hartenstraat, voorheen de NCM. In 1620 liet hij de heide in het Gooi ontginnen, naar het zich laat aanzien niet ver van Crailo.
Bij de oprichting van de West-Indische Compagnie in 1621, was Kiliaen hoofdparticipant en bewindhebber van de Kamer van Amsterdam. Namens die Kamer was hij ook bewindhebber van de WIC zelf, samen met Albert Burgh en Samuel Godin. De Amsterdamse kamer werd belast met het beheer van Nieuw-Nederland. Kiliaen had grote belangstelling voor het particulier koloniseren van Nieuw-Nederland door middel van patroonschappen, een bijna feodale eigendomsvorm in het grotere geheel van Nieuw-Nederland.
In 1627 hertrouwde hij met Anna van Wely (1601-1670). Zij was de dochter van zijn voormalige compagnon Jan van Wely. Het echtpaar kreeg acht kinderen.
In 1629 stelde de WIC de "Vrijheden en Exemptiën" vast. Deze bevatten de basisregels voor het stichten van een patroonschap in Nieuw-Nederland. Ieder die binnen vier jaar vijftig personen naar een vooraf bepaald territorium kon verschepen kon recht doen gelden op de titel patroon. Kiliaen meldde zich meteen aan als patroon voor een kolonie rond Fort Oranje (tegenwoordig Albany) aan de Noordrivier (tegenwoordig de Hudson). Hij kocht via Bastiaen Jansz. Krol
land van de indianen en ging een samenwerkingsverband aan met zijn medebewindhebbers Albert C. Burgh, Samuel Blommaert en Samuel Godijn. In 1631 trad hij af als bewindhebber van de Amsterdamse Kamer van de WIC en wijdde zich vanuit Amsterdam aan de verdere ontwikkeling van de landbouw en veeteelt in zijn nieuwe kolonie, die hij Rensselaerswijck noemde.

### Rensselaerswijck
De resolutie van de Amsterdamse kamer van de West-Indische Compagnie die de toekenning van het land aan Van Rensselaer betrof, luidde als volgt:

Kiliaen van Rensselaer verclaert hemselven cum suis van nu aff aen te wesen patroon in de Noortreviere van Nieu-Nederlant, beginnende boven ende beneden van het fort Orange aen beyde sijden van de reviere mette eylandekens daerin gelegen, soo veele mijlen onderwaerts, als bij de Vergaderinge der XIX gestelt is; van meeninge sijnde metten eersten derwaerts een colonie te deduceren, op de conditiën, bij de Vergaderinge der XIX als vooren beraemt.

In 1630 nam hij twee pachtboeren aan.
Er vertrokken in datzelfde jaar twee Noren, een Zweed, twee Nijkerkers, twee Soestenaars en een Amersfoorter. Het volgend jaar hadden drie Noren, een Deen, een Pommeraan, twee Zeeuwen, een Fries en een Geldersman een contract getekend. In 1634 laat hij drie koeien en paarden naar de kolonie verschepen. In 1636 worden tien à twaalf man over de Atlantische oceaan getransporteerd op het schip Rensselaerswijck. Zeven man kregen goed te eten tijdens de overtocht. Er was in Engeland boter, brood, schapenvlees, goed en slecht bier en een hele os ingekocht. Op de terugweg werd door de commies tabak gelost bij Pampus en tot nadere orders naar Monnikendam vervoerd. De stuurman en twee bootslieden afkomstig uit de plaats probeerden een deel van de lading, waaronder huiden, met een waarde van 5.000 gulden, te verkopen. Van Rensselaar betaalde hun gage niet uit en liet de goederen in beslag nemen. De schipper verklaarde een aantal maanden later dat hij van niets wist. De WIC sommeert van Rensselaer vervolgens binnen 2x24 uur 11.344 gulden te betalen.
In 1638 stuurde hij 12 merries naar de overkant; drie stierven onderweg vanwege een gebrek aan voedsel. In 1639 stuurde hij een smid uit Essen, met vrouw en haar zuster naar Rensselaerswijck; kolen en ijzer gingen mee aan boord.  In 1641 stuurde hij een kleermaker met vrouw, kinderen en een naaister naar Rensselaerswijck. Ze zullen een jaar in dienst blijven. In 1642 stuurde hij een bierbrouwer uit Stettin met vrouw en assistent naar Rensselaerswijck om clandestiene handel en productie tegen te gaan.
Het patroonschap Rensselaerswijck besloeg het grootste deel van de gemeenten Albany en Rensselaer in de staat New York, en een deel van de gemeenten Columbia en Greene. Iedereen moest toestemming vragen aan de patroon, Kiliaen van Rensselaer, als ze de kolonie wilde verlaten. Anders volgde verbeurdverklaring van hun goederen. Als ze na hun diensttijd als vrije planters de tabaksplantages willen voortzetten zal Van Rensselaer hen geen onkosten in rekening brengen.
In 1642 trouwde zijn neef Wouter van Twiller met Maria Momma.

### Nalatenschap
Na het overlijden van Kiliaen van Rensselaer in oktober 1643, zijn er negen erfgenamen: de 18-jarige Johannes (1625-1662) uit zijn eerste huwelijk en acht kinderen uit zijn tweede huwelijk: Jean Baptista (1629-1678), Maria (1631-1654), Jeremias (1632-1674), Hillegonda (1633-1654), Leonora (1635-1695?), Nicolaas (1636-1678), Susanna (1638-1680) en Rijckart (1639-1692). Voogden over de onmondige kinderen zijn Wouter van Twiller en Johan van Wely. Brant van Slichtenhorst wordt de zaakwaarnemer.
In 1646 verklaarde de weduwe dat haar echtgenoot de meeste rechten had op de patroonschap omdat hij er eigen geld en de meeste tijd in had gestoken. Blommaert meende echter dat hij evenveel rechten had, alhoewel hij niet de administratie bijhield. Kiliaen zou inmiddels 3/5 van de aandelen bezitten. In 1649 hebben de erfgenamen nog steeds de stukken niet ingeleverd. Arent van Corlaer zou niet in staat zijn de administratie van Rensselaerswijck op orde te stellen. In juni 1650 verhieven de Staten-Generaal der Nederlanden de kolonie tot leen. Johannes van Rensselaer behield de naam patroon, maar mocht geen gezag uitoefenen.
In 1651 reisde Jan Baptist naar de kolonie. Hij kwam rond 1658 terug en is opgevolgd door Jeremias, die achterbleef in de kolonie. 
Na het overlijden van Johannes van Rensselaer in 1662 in Nijkerk, kwam de boedelverdeling opnieuw ter sprake. Hij had na de dood van zijn vader moeten beloven dat zijn halfbroers en zuster de erfgenamen waren. De acht kinderen uit het tweede huwelijk besloten al hun bezittingen in Nieuw-Nederland te verkopen aan Jeremias (1632-1674). De jongste zoon Rijckert reisde in 1664 naar Rensselaerswijck.
Jeremias gaf zich snel rekenschap van de overgave van Nieuw-Amsterdam (Nieuw-Nederland) en Fort Oranje aan Engeland, als gevolg van een verrassingsaanval door de Engelsen tijdens een periode van vrede (wat de Tweede Engels-Nederlandse Oorlog inluidde), en zwoer direct de eed van trouw aan de Koning van Engeland.  De erfgenamen van Samuel Blommaert en Adam Bessels verkochten hun 1/5 aandeel in de kolonie Rensselaerswijck in 1685 aan Rijkaert en Kiliaen van Rensselaer.
De gemeente Rensselaer en de stad Rensselaer in de staat New York lagen oorspronkelijk in Rensselaerswijck en zijn indirect naar Kiliaen van Rensselaer vernoemd. Er is ook een technische hogeschool in New York naar hem genoemd: "Rensselaer Polytechnic Institute". Er is ook een wijk Rensselaer.